# Homoneura spiculata
Homoneura spiculata är en tvåvingeart som först beskrevs av Frey 1917.  Homoneura spiculata ingår i släktet Homoneura och familjen lövflugor. Inga underarter finns listade i Catalogue of Life.